# Chaetoclusia peruana
Chaetoclusia peruana är en tvåvingeart som beskrevs av Willi Hennig 1938. Chaetoclusia peruana ingår i släktet Chaetoclusia och familjen träflugor.
Artens utbredningsområde är Peru. Inga underarter finns listade i Catalogue of Life.